# النقیره
نقیره (به عربی: النقیره و به انگلیسی: Al-Naqirah یا al-Nuqayrah) شهری در استان حمص و جنوب شهر حمص و نزدیکی کفرعایا است. بر پایه آمارهای سال ۲۰۰۴ جمعیت این شهر ۲٬۰۲۵ نفر است.